# 气候变化税
气候变化税（英語：Climate Change Levy）是英国政府对非家庭能源用户征收的税。

## 征收范围和征税目的
2001年4月1日英国政府依《2000年财政法案》的规定开始征收气候变化税，预计到了2010年每年将可以减少250万吨碳排放，英国政府为了应对全球气候变化而引入了该税。气候变化税适用于家庭和运输部门以外所有能源用户。尽管核能不会直接产生碳排放，但使用核电仍需缴纳气候变化税。起初使用新型可再生能源和热电联产能源不用纳税，但在2015年7月通过的英国政府预算案中将这一免税政策取消，将在2015年8月1日起征税，预计每年可以为英国政府增加4.5亿英镑的收入。

## 税率
气候变化税出台以来税率一直保持不变，电力的税率为每千瓦时0.43便士，煤炭和天然气能源的税率为每千瓦时0.15便士。
能源密集型用户如果签署了《气候变化协议》，最多可以享受90%的税收减免。
气候变化税可以通过降低雇主需要缴纳的国民保险费率的0.3%来进行减免。2002年度的财政法案将国民保险费的费率提高了1%，相当于撤销了此前的气候变化税减免。英国政府最早将气候变化税的收入用于一些能源效率项目，像是碳信托（The Carbon Trust）等。不过到了2010年英国政府在支出审查中将收入回流机制取消，税收收入将全部上缴国库。
2006年英国政府在预算案中将气候变化税的税率依通货膨胀率逐年上调，自2007年4月1日起生效。2018年英国政府在预算案中将气候变化税的税率进行了调整，税率将调整至2022年，目的是为了将天然气的税率在2021年或2022年调整到电力税率的60%。
税率变化如下表所示。
2013年4月1日起的税率
| 能源类型           | 税率           |
| ------------------ | -------------- |
| 电力               | 0.541元/千瓦时 |
| 天然气             | 0.188元/千瓦时 |
| 液化石油气         | 1.21磅/公斤    |
| 任何其他“应税能源” | 1.429磅/公斤   |

2019年4月1日起的税率
| 能源类型           | 税率           |
| ------------------ | -------------- |
| 电力               | 0.847元/千瓦时 |
| 天然气             | 0.339元/千瓦时 |
| 液化石油气         | 2.175磅/公斤   |
| 任何其他“应税能源” | 2.653磅/公斤   |

2020年4月1日起的税率
| 能源类型           | 税率           |
| ------------------ | -------------- |
| 电力               | 0.811元/千瓦时 |
| 天然气             | 0.406元/千瓦时 |
| 液化石油气         | 2.175磅/公斤   |
| 任何其他“应税能源” | 3.174磅/公斤   |

## 阅读更多
- House of Commons Environmental Audit Select Committee. . UK Parliament website. 19 February 2008  [30 August 2009]. （原始内容存档于2025-01-26）.
  - . 20 May 2008  [30 August 2009]. （原始内容存档于2025-02-17）.
- Pearce, D.  (PDF). OECD Environment Directorate, Centre for Tax Policy and Administration. 2005  [21 January 2010]. （原始内容 (PDF)存档于1 May 2011）.